# Torosaurus
Torosaurus („Děrovaný ještěr“; často, ale nesprávně překládáno jako býčí ještěr) byl rod velkého ceratopsidního dinosaura, žijícího na konci křídového období na území západu Severní Ameriky. Jméno získal tento rohatý dinosaurus podle skutečnosti, že měl výrazná „okna“ v límcové části lebky (na rozdíl třeba od známého rodu Triceratops, k němuž však podle nové studie možná fakticky náleží).

## Popis a velikost
Torosaurus byl popsán O. C. Marshem roku 1891 podle fosiliní objevených ve Wyomingu (USA), první (typový) druh byl pak pojmenován Torosaurus latus. Byl to mohutný čtyřnohý býložravec, který dosahoval délky asi 8 až 9 metrů a hmotnosti zhruba v rozmezí 4 až 6 (možná ale až 9,7) tun. Tím se řadí mezi největší známé rohaté dinosaury vůbec. Jeden z nejlépe zachovaných exemplářů torosaura byl objeven v srpnu roku 2017 na území Colorada.
Podobně velkým druhem byl také jižněji žijící Torosaurus utahensis, jehož fosilie jsou známé zejména ze sedimentů souvrství Ojo Alamo (a zřejmě i souvrství McRae, souvrství Javelina a souvrství North Horn) na území Nového Mexika, Texasu a Utahu (resp.).
Obřím jedincem torosaura (spíše ale triceratopse) mohl být také původce fosilní stopy, popsané formálně jako ichnodruh Ceratopsipes goldenensis. Až 80 cm široká stopa byla popsána roku 1995 ze sedimentů souvrství Laramie v Coloradu a mohla patřit velkému jedinci o délce až 12 metrů a hmotnosti přes 12 tun.

## Velikost lebky
Torosaurus disponoval jednou z nejdelších lebek mezi všemi rohatými dinosaury, a tím i suchozemskými obratlovci vůbec. Ve sbírkách instituce Museum of the Rockies v Bozemanu (Montana) jsou uloženy dvě rekonstruované lebky druhu Torosaurus latus z geologického souvrství Hell Creek, kratší má délku 252 cm a delší 277 cm. Jedná se tedy o nejdelší známou dinosauří lebku vůbec, pokud bereme v potaz pouze relativně dobře dochované fosilie. Jediným známým ceratopsidem, který mohl mít ještě delší lebku (o délce zhruba rovných 3 metrů) byl mírně geologicky starší druh Eotriceratops xerinsularis, jehož fosilie byly objeveny v kanadské Albertě.

## Pouze dospělý triceratops?
V roce 2009 vystoupili američtí paleontologové John Scannella a Jack Horner s domněnkou, že torosaurus je ve skutečnosti možná jen odrostlým dospělcem samce triceratopse s plně vyvinutým krčním límcem. Ten se měl v průběhu vývoje postupně měnit a plasticky "protahovat". Tuto domněnku pak dále potvrzovala odborná studie z roku 2010, podle které byla lebeční kost těchto dinosaurů velmi plastická a morfologicky se měnila až do pozdního věku, kdy se v ní objevila charakteristická „okna" (výrazné otvory) torosaura. Tento závěr potvrzují i další studie, přestože vědecký konsenzus zatím v této otázce není. V současnosti spíše převažuje názor, že Torosaurus je skutečným samostatným rodem ceratopsida.
Samostatnost rodu Torosaurus podporuje i odborná práce o kanadských exemplářích tohoto taxonu, publikovaná v roce 2022.

## V literární fikci
Torosaurus se objevil v některých sci-fi příbězích o cestování časem. V české literatuře se objevuje například v knize Poslední dny dinosaurů, kde stádo těchto mohutných ceratopsidů ohrozí životy hlavních hrdinů, kteří jsou podrážděnými torosaury téměř ušlapáni (se štěstím ale přežijí).